# Propanoate d'hexyle
Le propanoate d'hexyle est l'ester de l'acide propanoïque et du hexanol et de formule semi-développée CH3CH2COO(CH2)5CH3,  utilisé dans l'industrie alimentaire et dans la parfumerie comme arôme. 